# Саллель-Кабардес
Салле́ль-Кабарде́с (фр. Sallèles-Cabardès) — коммуна во Франции, находится в регионе Лангедок — Руссильон. Департамент коммуны — Од. Входит в состав кантона Конк-сюр-Орбьель. Округ коммуны — Каркасон.
Код INSEE коммуны — 11368.

## Население
Население коммуны на 2008 год составляло 115 человек.
| 1962 | 1968 | 1975 | 1982 | 1990 | 1999 | 2008 |
| ---- | ---- | ---- | ---- | ---- | ---- | ---- |
| 152  | 159  | 97   | 125  | 115  | 105  | 115  |

## Экономика
В 2007 году среди 73 человек в трудоспособном возрасте (15—64 лет) 48 были экономически активными, 25 — неактивными (показатель активности — 65,8 %, в 1999 году было 72,7 %). Из 48 активных работали 45 человек (22 мужчины и 23 женщины), безработных было 3 (2 мужчин и 1 женщина). Среди 25 неактивных 6 человек были учениками или студентами, 14 — пенсионерами, 5 были неактивными по другим причинам.